# Melolontha costata
Melolontha costata är en skalbaggsart som beskrevs av Nonfried 1891. Melolontha costata ingår i släktet Melolontha och familjen Melolonthidae. Inga underarter finns listade i Catalogue of Life.